# Gagea minutiflora
Gagea minutiflora är en liljeväxtart som beskrevs av Eduard August von Regel. Gagea minutiflora ingår i Vårlökssläktet och i familjen liljeväxter. Inga underarter finns listade.